# 腓特烈·威廉文理中学

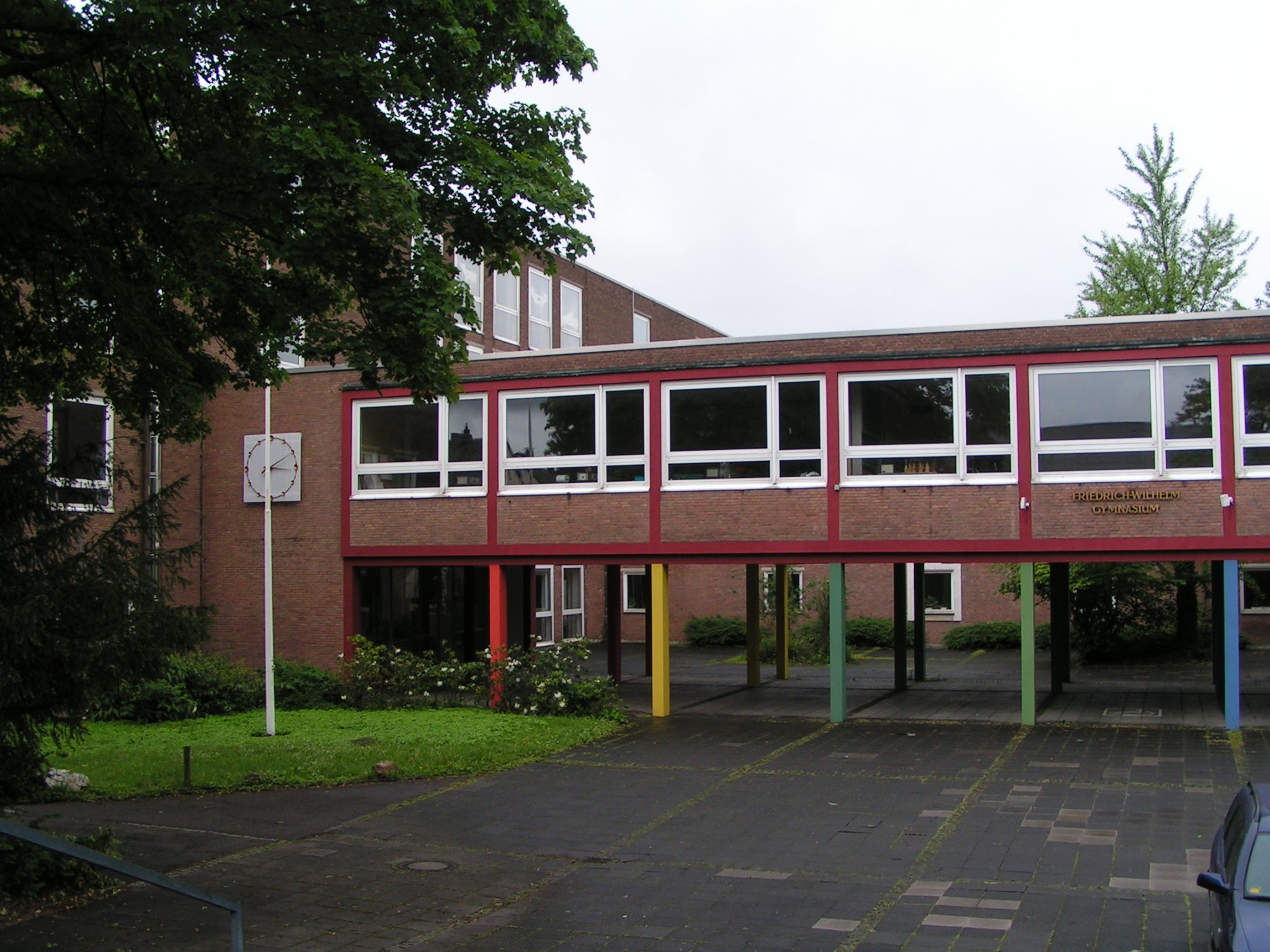
腓特烈·威廉文理中学

腓特烈·威廉文理中学（德語：Friedrich-Wilhelm-Gymnasium，缩写为FWG）是一所位于德国莱茵兰-普法尔茨州特里尔市的文理中学。它是德国最古老的文理中学之一。

## 历史
这所文理中学于1561年作为一所耶稣会学校创立，最初取名为三一学院。耶稣会士也是当时特里尔老大学的主办者。从1614年起，课程在特里尔耶稣会教堂旁的一座建筑内进行，该建筑现为神学院所在地。耶稣会一直负责学校的运营，直到1773年耶稣会修会被解散。自那时起，特里尔选侯国末任大主教兼选帝侯——萨克森的克莱门斯·文策斯劳斯接管这所学校。
在第一次反法同盟战争中，特里尔选侯国崩溃。1794年，法国军队占领特里尔。1801年，特里尔成为法国萨尔省的省会。原本由选帝侯管理的学校被改组为法国的中心学校。1814年，改称特里尔学院。1815年拿破仑一世战败后，特里尔被并入普鲁士王国下属的下莱茵大公国（1822年，改称莱茵省），这所学校也随之改称特里尔王家文理中学（简称特里尔中学），但直到1858年才正式得到“王家文理中学”的头衔。1830年—1835年，卡尔·马克思在此就读。1896年，由于新建另一所名为“威廉皇帝文理中学”（今马克斯·普朗克文理中学）的学校，为便于区分，这所老校改名为“腓特烈·威廉文理中学”，以纪念普鲁士国王腓特烈·威廉三世。
第二次世界大战中，学校的历史建筑大部分被毁。1946年—1961年，教学在同样遭严重破坏的前帝国本笃会修道院——圣马克西敏修道院旧址中进行。由于旧校舍位于市中心、无法扩建，又需与市立图书馆共用，因此未被重新启用。该建筑被出售给特里尔教区，用于重建为主教神学院及其图书馆。1961年，在学校建校400周年之际，学校迁入奥勒维格街与施皮茨米尔街交汇处的新校舍，并沿用至今。
在1960年代末的德国学生运动时期，学校曾发生过激烈的抗议事件，甚至出现向秘书处投掷燃烧瓶的袭击事件，后来的“六月二日运动”成员蒂尔·迈耶也参与其中。当时校园墙上曾以大字标语写道：“打断施瓦尔的骨头——一切权力归于委员会！”“施瓦尔”指的是当时的校长雅各布·施瓦尔，他还是学校400周年纪念文集的主编，该文集由圭多·格罗斯撰写，于1961年由保利努斯出版社出版。
2011年，腓特烈·威廉文理中学隆重庆祝建校450周年纪念。